# Chapelle Notre-Dame de la Cavalerie de Limaye
La chapelle Notre-Dame de la Cavalerie de Limaye est une chapelle d'architecture romane située sur la commune française de La Bastide-des-Jourdans.

## Histoire
D'abord propriété de l'ordre du Temple, la chapelle passe aux mains des Hospitaliers de l'ordre de Saint-Jean de Jérusalem. La chapelle est inscrite au titre des monuments historiques depuis le 21 février 1989.